# イングリッシュ・ブルーベル
イングリッシュ・ブルーベル Hyacinthoides non-scripta ( シノニム Endymion non-scriptum, Scilla non-scripta ) は、ツルボ亜科のヒアシントイデス属 Hyacinthoides に属する、春咲きの球根性多年草である。

## 名前
学名の "non-scripta" および "non-scriptum" は「文字が書かれていない」もしくは「印が付けられていない」の意味で、ギリシャ神話に登場する花「ヒアシンス」と区別するためこの名が付けられた。神話によれば、ヒアシンスは、額に重症を負った瀕死のヒュアキントスの流した血から現れ咲いた花である。太陽神アポローンは、熱愛していたこの美しい少年の死を嘆き悲しみ、その涙は生まれたばかりのこの花に降り注いだ。以来ヒアシンスの花弁には、アポローンの嘆きの声を表す "AIAI" の文字が記されているのだと伝えられている。この神話でヒアシンスと呼ばれている花は、ヒアシンス属の野生種またはアヤメ属の野生種であると考えられているが、別の花である可能性もある。
イングリッシュ・ブルーベル (Hyacinthoides non-scripta) をスコティッシュ・ブルーベル (Campanula rotundifolia) と混同しないように注意。ヒアシントイデス (Hyacinthoides) は「ヒアシンスに似た」という意味である。エンデュミオーン ( Endymion ) はギリシャ神話の別の物語の主人公であり、シラー (Scilla ) は本来は海葱 ( Urginea maritima ) を表すギリシャ語であった。

## 特徴
4月から5月頃に開花する。花茎は10-30cmの高さで先端が湾曲して下垂する。ラヴェンダーブルーの花は筒状で、花弁の先端だけが外側に丸くカールし、個々の花は花茎の片方の側からのみ釣り下がる。葯は薄黄色を帯びた白またはクリーム色で、花筒の内部に半分よりも奥の部分で付着する。花は心地よい芳香を放ち、通常強く香る。葉は全て根出葉で細い線状の皮針形葉。花色の変異は、多くは桃色系だが白系の変異株もある ( H. non-scripta 'Alba' )  。
受粉はミツバチなどの昆虫による。黒い種子は長期にわたって発芽力を保持し、採種から数年を経ていても好適な環境が与えられれば発芽する。種子から発芽した苗は２年で開花する。このため適地においては短期間で自生地を広げることが可能である。

## 種間交雑
英国では、外来種であるスパニッシュ・ブルーベル (Hyacinthoides hispanica) との大規模な交雑が広範囲に広がっている。おそらく他の場所においても同様であろう。この二つの種は遺伝的に近接しているため繁殖可能な雑種を作る。
このためスパニッシュ・ブルーベルが持ち込まれた場所の周辺には交雑種(H. × massartiana)の群落が形成され、より広い環境適応性を持つ交雑種はしばしば在来種を自生地から駆逐してしまう。交雑種の特徴は多様である。以下に記載する特徴は交雑種の徴候を示す。:
- 花茎が湾曲せず直立する。
- 花が花茎の両側から釣り下がる。
- 花がイングリッシュ・ブルーベルよりも広く開いてベル型。側面が平行な長いチューブ型ではない。
- 葯が、少なくとも未熟なうちは、白やクリーム色ではなくて濃い青または薄い青。
- 葉の幅がイングリッシュ・ブルーベルよりも広い。
- 香りが弱い、あるいはあまり香りが良くない。

## 自生地
多くの北西ヨーロッパの森林床は、春にはこの密集して咲く青い花のカーペットに覆われる。これは一般に「ブルーベルの森 ( Bluebell wood ) 」として知られている。ブルーベルの大群は、特にイングランド東部およびリンカンシャーにおいて、しばしば指標生物として「古森 ( Ancient woodland ) 」を特定するために用いられる。イングリッシュ・ブルーベルの個体数の70%はグレートブリテン島に存在すると推定されている。

## 分布
ベルギー、グレートブリテン、フランス、アイルランド、オランダ、スペイン、ポルトガルにおいては在来種である。また、ドイツ、イタリア、ルーマニアには外来種として帰化している。

## 保護
英国では「野生生物及び田園地帯保護法」 ( Wildlife and Countryside Act 1981 ) によって保護されている種である。土地所有者が自分の所有地から球根を掘り出して売買する事は禁止されており、野生の球根を自生地から採取することは犯罪である。この法は1998年に強化され、野生の球根または種子のいかなる商取引も違法となった。
園芸用の球根は商取引されている。

## ギャラリー

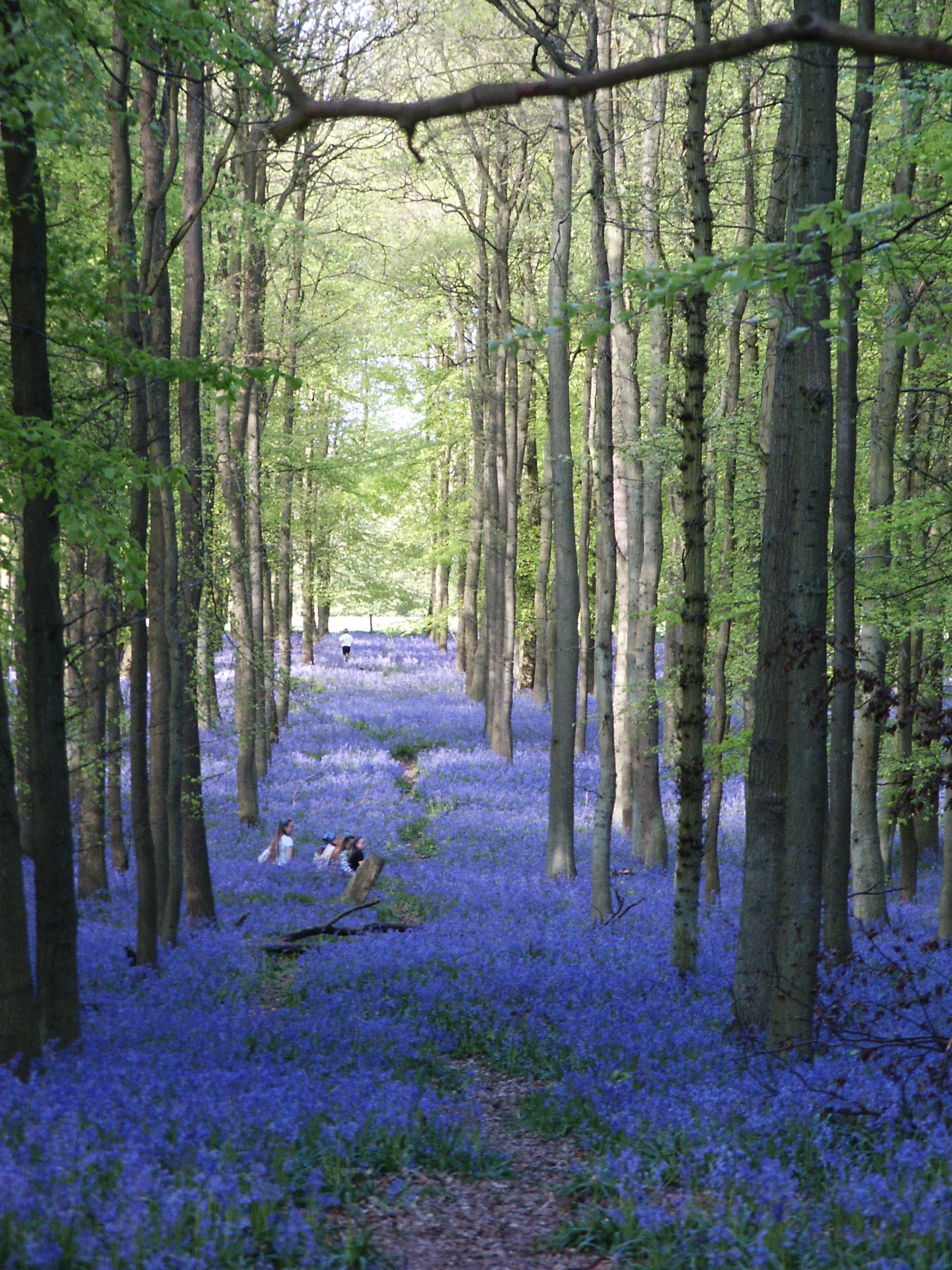
A bluebell wood